# Mannuronato reduttasi
La mannuronato reduttasi è un enzima appartenente alla classe delle ossidoreduttasi, che catalizza la seguente reazione:
D-mannonato + NAD(P)+ ⇄ D-mannuronato + NAD(P)H + H+